# Fritz Todt
Fritz Todt (født 4. september 1891, død 8. februar 1942) var en tysk ingeniør, nazist og leder af Organisation Todt.
Fritz Todt blev født i Pforzheim i Tyskland som søn af en fabrikant. Han læste 1911 -1914 til ingeniør i München, til 1. verdenskrig afbrød hans studier. Under krigen var han med til med at opbygge det tyske luftvåben; "Luftwaffe", og han avancerede til flyverofficer.
Efter krigen arbejdede han i et byggefirma, til Adolf Hitler tog magten i 1933. Hitler udnævnte Todt til ”Generalinspekteur für das deutsche Strassenwesen” og som højeste chef for det nye motorvejsministerium (Autobahnministerium). Todt fik også ansvaret for Organisationen Todt, som havde til ansvar at bygge befæstninger før og under krigen samt at føre tilsyn med, at planerne for et Stortyskland blev virkeliggjort.
I Todts tid som generalinspektør for ministeriet blev der anlagt omkring 3.800 kilometer motorveje, og der var påbegyndt yderligere 2.000 kilometer af de planlagte 20.000 kilometer motorveje, som skulle være de centrale veje i det fremtidige tyske rige, men alt arbejde blev indstillet efter hans død. Kun et par vejafsnit blev færdiggjort i 1943. Efter Todts død blev ministeriet opløst.
Efter et brud med Hitler omkom Todt ved en mystisk flyulykke i februar 1942 i nærheden af Ulveskansen i Østpreussen. Albert Speer skulle have været med samme fly, men afslog fordi han var træt og ville sove og reddede derved livet.

## Ordener
Todt blev udnævnt til Storkorsridder af Dannebrogordenen med bryststjerne i diamanter 1941. I 1946 blev Todt slettet af riddernes tal ved kongelig resolution. Han fik aldrig lavet et våbenskjold.